# Colours (Christopher-album)
 For alternative betydninger, se Colours. (Se også artikler, som begynder med Colours)
Colours er debutalbummet fra den danske sanger og sangskriver Christopher, der blev udgivet den 19. marts 2012 på EMI. Albummet blev udsendt i en Speciel Edition den 12. november 2012.

## Spor
| #   | Titel                                | Sangskriver(e)                                                              | Producer(e)                 | Længde |
| --- | ------------------------------------ | --------------------------------------------------------------------------- | --------------------------- | ------ |
| 1.  | "Mine, Mine, Mine"                   | Boe Larsen, Marcus Winther-John                                             | Kay&Ndustry, Lasse Lindorff | 3:15   |
| 2.  | "Nothing in Common"                  | Christopher Nissen, Ole Brodersen, Kasper Larsen, Kim Nowak-Zorde, Lindorff | Kay&Ndustry, Lindorff       | 3:39   |
| 3.  | "Avalanche"                          | Nissen, Jakob Glæsner, D'Cruz                                               | Kay&Ndustry, Lindorff       | 3:50   |
| 4.  | "Set the Record Straight"            | Nissen, Daniel Fält, Winther-John                                           | GL Music                    | 3:48   |
| 5.  | "Against the Odds"                   | Brodersen, Larsen, Johan "Jones" Wetterberg, Curtis "Richa" Richardson      | Kay&Ndustry, Lindorff       | 3:42   |
| 6.  | "Morning Light"                      | Nissen, Frederik Nordsø, Lindorff                                           | Kay&Ndustry, Lindorff       | 4:02   |
| 7.  | "Unbreakable"                        | Nissen, Fält, Julia Fabrin                                                  | GL Music                    | 3:34   |
| 8.  | "Big Mistake"                        | Nissen, Fält, Fabrin                                                        | GL Music, Kay&Ndustry       | 3:14   |
| 9.  | "Colours" (featuring Frida Amundsen) | Nissen, Brodersen, Larsen, Victoria Siff Emilie Hansen                      | Kay&Ndustry, Lindorff       | 3:42   |
| 10. | "Still in Love"                      | Nissen, Brodersen, Larsen, Lindorff                                         | Kay&Ndustry, Lindorff       | 3:56   |
| 11. | "Lots of Downs"                      | Nissen, Fält, Winther-John                                                  | GL Music                    | 3:30   |

| 12. | "Call Your Girlfriend" | Klas Åhlund, Robyn, Alexander Kronlund | 2:32 |

| 12. | "Avalanche" (Acoustic Version)                                           | Chistopher Nissen, Jakob Glæsner, D'Cruz                              | 3:20 |
| 13. | "Set the Record Straight" (Acoustic Version)                             | Nissen, Daniel Fält, Marcus Winther-John                              | 4:06 |
| 14. | "Nothing in Common" (Piano Version)                                      | Nissen, Ole Brodersen, Kasper Larsen, Kim Nowak-Zorde, Lasse Lindorff | 4:18 |
| 15. | "Call Your Girlfriend"                                                   | Klas Åhlund, Robyn, Alexander Kronlund                                | 2:32 |
| 16. | "Colours" (featuring Frida Amundsen) (Edit)                              | Nissen, Brodersen, Larsen, Victoria Siff Emilie Hansen                | 3:47 |
| 17. | "A Little Forgiveness" (Molly Sandén featuring Christopher)              | Molly Sandén, Aleena Gibson, Robin Fredriksson, Mattias Larsson       | 3:47 |
| 18. | "Where Do We Go from Here" (Svenstrup & Vendelboe featuring Christopher) | Kasper Svenstrup, Thomas Vendelboe, Nissen, Engelina Andrina          | 3:10 |

## Hitlister
| Hitliste (2012) | Højeste placering |
| --------------- | ----------------- |
| Danmark         | 4                 |